# إيما سواريز
إيما سواريز (بالإسبانية: Emma Suárez)‏ هي ممثلة إسبانية، ولدت في 25 يونيو 1964 بمدريد في إسبانيا.

## وصلات خارجية
- إيما سواريز على موقع IMDb (الإنجليزية)
- إيما سواريز على موقع ألو سيني (الفرنسية)
- إيما سواريز على موقع أول موفي (الإنجليزية)
- إيما سواريز على موقع قاعدة بيانات الأفلام السويدية (السويدية)
- إيما سواريز على موقع قاعدة بيانات الفيلم (الإنجليزية)
- إيما سواريز على موقع كينوبويسك (الروسية)